# بيلي بلتشر
ويليام «بيلي» بلتشر (بالإنجليزية: Billy Bletcher)‏ ولد وتوفي (24 سبتمبر 1894- 5 يناير 1979) كان ممثلا، كوميديا، وممثل أصوات أمريكي. تعود أصوله إلى لانكاستر، بنسلفاينيا.

## الحياة العملية
كان بلتشر قصيرا (5 أقدام وبوصتين، 1.57 مترا). ظهر في الأفلام ولاحقا في التلفزيون من فترة العشريات إلى السبعينات، له عدة ظهور في سلسلتي آور غانغ وذا ثري ستووجيس.
كان بلتشر معروفا كممثل أصوات لشخصيات على نقيض حجمه، إذ كان صوته عميقا جهوريا كشخص قوي. قدم أصوات عدة لدى ديزني (بلاك بيت، بيغ باد وولف في ثري ليتل بيغس)، إم جي إم (سبايك ذا بولدوغ في توم آند جيري)، ووارنر براذرز (عدة شخصيات من بينها بابا بير في بعض عروض الدببة الثلاثة، الذئب في ليتل ريد رايدينغ رابيت).

## وصلات خارجية
- بيلي بلتشر على موقع IMDb (الإنجليزية)
- بيلي بلتشر على موقع ألو سيني (الفرنسية)
- بيلي بلتشر على موقع ميوزك برينز (الإنجليزية)
- بيلي بلتشر على موقع تيرنر كلاسيك موفيز (الإنجليزية)
- بيلي بلتشر على موقع أول موفي (الإنجليزية)
- بيلي بلتشر على موقع قاعدة بيانات الأفلام السويدية (السويدية)
- بيلي بلتشر على موقع ديسكوغز (الإنجليزية)
- بيلي بلتشر على موقع قاعدة بيانات الفيلم (الإنجليزية)
- بيلي بلتشر على موقع كينوبويسك (الروسية)
- بيلي بلتشر في موقع AllMovie.com